# Boubacar Fofana
Boubacar Fofana (Conakry, 1989. november 6. –) guineai labdarúgó, a romániai Sepsiszentgyörgy középpályása.

## Pályafutása

### A válogatottban
2014 és 2019 között 18 alkalommal szerepelt a guineai válogatottban.

## Sikerei, díjai
Sepsiszentgyörgy
- Román kupa
  - győztes: 2022